# Lista de deputados estaduais de Mato Grosso da 18.ª legislatura
Deputados estaduais do Mato Grosso eleitos para o período 2015-2019.

## Composição das bancadas
| Partido | Líder                | Bancada | Posição      |
| ------- | -------------------- | ------- | ------------ |
| PR      | Mauro Savi           | 5 / 24  | Oposição     |
| PSD     | Janaína Riva         | 4 / 24  | Governo      |
| PSDB    | Wilson Santos        | 3 / 24  | Governo      |
| PSB     | Max Russi            | 3 / 24  | Governo      |
| PMDB    | Baiano Filho         | 3 / 24  | Governo      |
| PDT     | Dr. Leonardo Ribeiro | 2 / 24  | Oposição     |
| PV      | Cel. Pery Taborelli  | 2 / 24  | Oposição     |
| DEM     | Dilmar Dal Bosco     | 1 / 24  | Independente |
| SD      | Zé Carlos do Pátio   | 1 / 24  | Governo      |

## Deputados estaduais
| Número | Deputados estaduais eleitos    | Partido | Votação | Percentual | Cidade onde nasceu          | Unidade federativa |
| 22040  | Mauro Savi                     | PR      | 55.233  | 3,72%      | Medianeira                  | Paraná             |
| 55123  | Janaína Riva                   | PSD     | 48.171  | 3,25%      | Juara                       | Mato Grosso        |
| 22022  | Eng° Sebastião Machado Rezende | PR      | 45.016  | 3,03%      | Rondonópolis                | Mato Grosso        |
| 15200  | Baiano Filho                   | PMDB    | 43.042  | 2,90%      | Dracena                     | São Paulo          |
| 15151  | Romoaldo Boraczynski Jr        | PMDB    | 41.764  | 2,81%      | Paranavaí                   | Paraná             |
| 40650  | Eduardo Botelho                | PSB     | 40.517  | 2,73%      | Nossa Senhora do Livramento | Mato Grosso        |
| 22345  | Ondanir Bortolini (Nininho)    | PR      | 40.105  | 2,70%      | Santo Antônio do Sudoeste   | Paraná             |
| 25125  | Dilmar Dal Bosco               | DEM     | 38.290  | 2,58%      | Galvão                      | Santa Catarina     |
| 12345  | Zeca Viana                     | PDT     | 35.300  | 2,38%      | Francisco Beltrão           | Paraná             |
| 12612  | Dr. Leonardo Ribeiro           | PDT     | 34.753  | 2,34%      | Santa Helena de Goiás       | Goiás              |
| 22007  | Emanuel Pinheiro               | PR      | 34.344  | 2,31%      | Cuiabá                      | Mato Grosso        |
| 55055  | Walter Rabello                 | PSD     | 27.232  | 1,83%      | São Paulo                   | São Paulo          |
| 22999  | Wagner Ramos                   | PR      | 26.484  | 1,78%      | São Paulo                   | São Paulo          |
| 45000  | Guilherme Maluf                | PSDB    | 24.642  | 1,66%      | Cuiabá                      | Mato Grosso        |
| 55456  | Zé Domingos                    | PSD     | 21.121  | 1,42%      | Nortelândia                 | Mato Grosso        |
| 40000  | Max Russi                      | PSB     | 20.690  | 1,39%      | Salto do Lontra             | Paraná             |
| 45100  | Wilson Santos                  | PSDB    | 20.562  | 1,39%      | Dracena                     | São Paulo          |
| 40300  | Oscar Bezerra                  | PSB     | 20.390  | 1,37%      | Cuiabá                      | Mato Grosso        |
| 55163  | Pedro Satélite                 | PSD     | 20.120  | 1,36%      | Dionísio Cerqueira          | Santa Catarina     |
| 43333  | Wancley Carvalho               | PV      | 19.639  | 1,32%      | Fátima do Sul               | Mato Grosso do Sul |
| 43190  | Coronel Pery Taborelli         | PV      | 18.526  | 1,25%      | Cuiabá                      | Mato Grosso        |
| 77000  | Zé Carlos do Pátio             | SD      | 17.431  | 1,17%      | Londrina                    | Paraná             |
| 45222  | Saturnino Masson               | PSDB    | 16.262  | 1,10%      | Tanabi                      | São Paulo          |
| 15123  | Silvano Amaral                 | PMDB    | 15.310  | 1,03%      | Euclides da Cunha Paulista  | São Paulo          |